# Gondomar (Guimarães)
Gondomar é uma freguesia portuguesa do Município de Guimarães, Distrito de Braga, situada no Norte de Portugal, que foi sede da extinta Freguesia de Gondomar, freguesia que tinha 4,51 km² de área, e 495 habitantes (2011) e, por isso, uma densidade populacional de 109,8 hab/km².
A Freguesia de Gondomar foi extinta em 2013, no âmbito de uma reforma administrativa nacional, para, em conjunto com as Freguesias de Santa Maria de Souto e de São Salvador de Souto, formar uma nova freguesia denominada União das Freguesias de Souto Santa Maria, Souto São Salvador e Gondomar, com a sede em Souto Santa Maria.
O brasão da antiga freguesia apresenta, para além do chapéu do bispo, os símbolos mais característicos da povoação: a uva, as ferramentas de trabalho na pedra e o rio Ave. As uvas dizem respeito às elevadas quantidades de vinhas presentes na freguesia; os materiais de trabalho na pedra referem-se à extração mineral nas pedreiras e o rio Ave é o rio que banha esta bela freguesia do norte do concelho de Guimarães, junto ao qual existe um excelente parque de lazer e praia fluvial, que são já uma referencia da região.
A Freguesia de Gondomar foi constituída por diversos lugares, dentro dos quais: Roco, Requião, Peneireiro, Igreja, Jogo, Gravaia Paço e Senhora da Ajuda.
A maior festividade da aldeia é a festa em honra de Nossa Senhora D'Ajuda, que decorre na zona do adro da capela de Nossa Srª da Ajuda e na Igreja Paroquial de Gondomar. Esta é considerada a festa dos emigrantes, já que decorre, normalmente, na primeira semana de agosto, altura em que os emigrantes chegam à terra Natal.
As principais indústrias são a têxtil e extrativa, caracterizadas por 3 pequenas empresas têxteis fixadas na povoação e pelas 2 pedreiras existentes na parte superior da mesma, e por uma empresa de transformação de granitos e algumas explorações agrícolas e pecuárias que garantem emprego a bastante parte da população.

## Património
- Castelo dos Mouros[4]

## População
| População da Freguesia de Gondomar (1864 – 2011) | População da Freguesia de Gondomar (1864 – 2011) | População da Freguesia de Gondomar (1864 – 2011) | População da Freguesia de Gondomar (1864 – 2011) | População da Freguesia de Gondomar (1864 – 2011) | População da Freguesia de Gondomar (1864 – 2011) | População da Freguesia de Gondomar (1864 – 2011) | População da Freguesia de Gondomar (1864 – 2011) | População da Freguesia de Gondomar (1864 – 2011) | População da Freguesia de Gondomar (1864 – 2011) | População da Freguesia de Gondomar (1864 – 2011) | População da Freguesia de Gondomar (1864 – 2011) | População da Freguesia de Gondomar (1864 – 2011) | População da Freguesia de Gondomar (1864 – 2011) | População da Freguesia de Gondomar (1864 – 2011) |
| ------------------------------------------------ | ------------------------------------------------ | ------------------------------------------------ | ------------------------------------------------ | ------------------------------------------------ | ------------------------------------------------ | ------------------------------------------------ | ------------------------------------------------ | ------------------------------------------------ | ------------------------------------------------ | ------------------------------------------------ | ------------------------------------------------ | ------------------------------------------------ | ------------------------------------------------ | ------------------------------------------------ |
| 1864                                             | 1878                                             | 1890                                             | 1900                                             | 1911                                             | 1920                                             | 1930                                             | 1940                                             | 1950                                             | 1960                                             | 1970                                             | 1981                                             | 1991                                             | 2001                                             | 2011                                             |
| 498                                              | 471                                              | 495                                              | 482                                              | 565                                              | 530                                              | 742                                              | 625                                              | 766                                              | 772                                              | 655                                              | 733                                              | 757                                              | 676                                              | 495                                              |